# Saint-Pierremont, Ardennes

Saint-Pierremont este o comună în departamentul Ardennes din nordul Franței. În 1 ianuarie 2022 avea o populație de 71 de locuitori.

## Personalități născute aici
- Jean Mabillon (1632 - 1707), călugăr, istoric.